# Samisk Kunstnergruppe
Samisk Kunstnergruppe/Sámi Dáidujoavku, även kallad Masi-gruppen/Mázejoavku, var en konstnärsgrupp som verkade 1978–1983 och bestod av åtta unga samiska konstnärer. Gruppen hade sitt namn efter byn Máze i Finnmark.
Gruppens medlemmar var:
- Aage Gaup
- Trygve Lund Guttormsen
- Josef Halse
- Berit Marit Hætta
- Britta Marakatt-Labba
- Hans Ragnar Mathisen
- Rannveig Persen
- Synnøve Persen

Samisk Kunstnergruppe var föregångare till Samisk kunstnerforbund, vilket instiftades 1979. Gruppen hade en stor del av ansvaret att köpa in konst till De Samiske Samlinger i Karasjok. Den fick stor betydelse för utvecklingen av samisk kultur- och konstuppfattning. Konstnärliga uttryck och utställningar speglade kritiska uttalanden och politisk kamp mot förtryck.  Det växte fram en uppfattning inom denna generation konstnärer att det typiskt samiska skulle vara mindre framträdande. Konstnärerna och konsten skulle i större utsträckning än tidigare orientera sig i den globala världen.
Gruppens konstnärliga inriktning var klart i samklang med tidens strömningar om krav på samiska kulturella och politiska rättigheter. Gruppaens syn var ett konstnärligt uppror mot rådande kulturella stereotyper och föreställningar om att samisk konst måste innehålla visuella referenser till vad som traditionellt uppfattats som typiskt samiskt, såsom bildspråk från ceremonitrummor, primärfärgerna i samiska klädespersedlar eller användning av naturmaterial.